# Grace Bumbry
Grace Bumbry est une cantatrice (mezzo-soprano) américaine née le 4 janvier 1937 à Saint-Louis (Missouri) et morte le 7 mai 2023 à Vienne (Autriche). Elle est la première chanteuse noire à avoir chanté au Festival de Bayreuth, en Vénus dans Tannhäuser, ce qui lui a valu le surnom de « Vénus noire ». Outre une voix riche et puissante, et d'une étendue rare, sa personnalité scénique lui a valu des comparaisons avec Maria Callas. Aux côtés de Marian Anderson, Shirley Verrett, Leontyne Price et Martina Arroyo, Grace Bumbry est une des premières cantatrices noires à se faire connaître internationalement.

## Biographie

### Études et débuts
Grace Bumbry étudie à Boston, Chicago, puis Santa Barbara avec Lotte Lehmann, et à Paris avec Pierre Bernac. Elle fait ses débuts à l'Opéra Garnier en 1960, dans Aida (Amneris). L'année suivante, elle chante Vénus dans Tannhäuser au Festival de Bayreuth.

### Carrière internationale
Elle entreprend alors une grande carrière internationale : Royal Opera House de Londres en 1963, Salzbourg en 1964, Metropolitan Opera de New York en 1965, Scala de Milan en 1966, etc.
Son répertoire, s'appuyant d'abord sur les grands rôles de mezzo (Azucena, Eboli, Carmen, Dalila, etc.), s'oriente davantage vers les rôles de soprano dramatique dans les années 1970, notamment Abigaille, Lady Macbeth, Gioconda, Santuzza, Tosca, Thaïs, Salome, Norma (en 1977 à Martina Franca) et Turandot (à Covent Garden en 1993). Zinka Milanov, avec laquelle elle travaille, l'encourage dans cette direction.
Elle est la première cantatrice moderne à aborder le rôle de Chimène dans Le Cid de Massenet, avec Plácido Domingo en 1975 à New York. Critiquée par le public du Met pour ses prises de rôle de soprano[réf. nécessaire], Bumbry se consacre au New York City Opera à partir de 1981-82 où elle chante Médée de Cherubini et Abigaille dans Nabucco.
Le 20 octobre 2022, elle est victime d'une attaque cardiaque dans l'avion qui la transporte de Vienne, où elle réside, à New York. Sa santé décline dès lors et elle meurt de complications le 7 mai 2023 à Vienne, à l'âge de 86 ans.

### Vie privée et engagements
Grace Bumbry a été mariée au ténor polonais Erwin Jaeckel de 1963 à 1972.
Elle a indiqué avoir une passion pour les voitures.
Grace Bumbry a pris position dans la polémique sur le « blackface » à l'opéra en indiquant : « Depuis cinquante ans que je chante à l’opéra, j’ai toujours utilisé le maquillage blanc (« whiteface »), quand c’était nécessaire, et le maquillage noir (« blackface »), quand c’était nécessaire aussi. Bien sûr, ma préférence va au maquillage du visage en noir, mais pour être parfaitement honnête, cette préférence va à l’encontre de mon sens artistique de la crédibilité. Mon armoire à maquillage va de l’égyptien foncé au blanc de craie pour Turandot, en passant par toutes les couleurs intermédiaires. »

## Distinctions
- Commandeur de l'ordre des Arts et des Lettres lors de la promotion du 15 février 1996[9].
- 2009 : Kennedy Center Honors

## Source
- Roland Mancini et Jean-Jacques Rouveroux, Le Guide de l'opéra, Fayard, 1986  (ISBN 2-213-01563-5).